# وثيقة العهد والاتفاق 1994
وثيقة العهد والاتفاق 1994 هي أتفاقية تمت بعد قيام الوحدة اليمنية بأربع سنوات في تاريخ 18 يناير 1994، في الأردن وذلك لتسوية الأزمة السياسية بين الرئيس اليمني علي عبد الله صالح ونائبه علي سالم البيض.

## نبذة
في 18 يناير 1994، توصّلت لجنة الحوار الوطني في اليمن، إلى اتفاق لتسوية الأزمة السياسية، بين الرئيس اليمني ونائبه. وبثت إذاعة عدن أن القوى السياسية الرئيسية في البلاد، وقعت بالأحرف الأولى، في احتفال رسمي في عدن، الاتفاق الذي يُنهي أعمال لجنة الحوار، المكلفة بتسوية الأزمة السياسية.
وأوضحت أن رئيس الوزراء، حيدر أبو بكر العطاس، وقع وثيقة الاتفاق عن الحزب الاشتراكي اليمني، ووزير التخطيط والتنمية عبد الكريم الإرياني، عن حزب المؤتمر الشعبي العام، ونائب رئيس الوزراء، عبد الوهاب الآنسي، عن حزب التجمع اليمني للإصلاح، ومسؤولين عن أحزاب المعارضة.
وألّفت لجنة الحوار لجنة من أعضائها، كلفتها التحضير لاحتفال توقيع الاتفاق، بين الرئيس ونائبه. كما سُتوقع الوثيقة، التي سميت «وثيقة العهد والاتفاق»، في حضور ممثلين لجميع القوى السياسية في البلاد، ومندوبين من الدول التي توسطت لتسوية الأزمة. وأشير إلى أن هذه الوثيقة، تلبي في جزء منها مطالب الجنوبيين، خصوصاً تلك المتعلقة باللامركزية الإدارية، وإنشاء مجلس استشاري، ووضع ترتيبات لدمج القوات المسلحة.
وقد أكدت وكالة الأنباء اليمنية سبأ، ما بثته إذاعة عدن. وقالت إن القوى السياسية الرئيسية في البلاد، أبرمت اتفاقاً لتسوية الأزمة المتفاقمة. ونصت الوثيقة على انسحاب القوات، المنتشرة على الحدود السابقة لشطري البلاد، «في مهلة أسبوع»؛ ودمج القوات المسلحة في غضون أربعة أشهر، وسحب الوحدات العسكرية المتمركزة في المدن، وعلى الطرق الرئيسية في البلاد، التي كان وجودها وراء أعمال استفزازية، بين الشماليين والجنوبيين. ودعت السلطات إلى تنظيم حمل السلاح، واعتقال منفذي الاعتداءات ذات الطابع السياسي، التي شهدتها البلاد منذ إعلان الوحدة.
ووصف العطاس توقيع الاتفاق بالأحرف الأولى، بأنه «حدث عظيم» لأنه «تضمن أُسساً حقيقية للوحدة، لم يتضمنها اتفاق الوحدة نفسه».

## الوثيقة
النقاط الرئيسية الواردة في وثيقة «العهد والاتفاق» التي وقعها قادة اليمن في العاصمة الأردنية عمان.
- تدابير أمنية وعسكرية:
  1. يتم إخلاء المدن من القوات المسلحة وإعادة تموضعها خلال فترة زمنية أقصاها شهران، تمهيداً لدمجها وتنظيمها وتصحيح أوضاعها، على ألا تتجاوز عملية دمجها الأربعة أشهر بعد تنفيذ عملية الإخلاء وإعادة التمركز في سياق بناء جيش وطني حديث.
  2. يتم نقل الوحدات في ما كان يسمى بالأطراف (الحدود السابقة بين اليمنين الجنوبي والشمالي)، وإعادة تمركزها في مناطق يتفق عليها، بما يؤمن متطلبات الاستراتيجية الدفاعية للبلاد. ويصدر بذلك قرار خلال أسبوع ويبدأ التنفيذ فوراً.
  3. عدم تسيير أي دوريات عسكرية في المدن، والالتزام بعدم تحريك أي وحدات عسكرية أو تعزيزات بشرية أو مادية، والبحث عن وسائل لإنهاء الوجود المسلح غير الرسمي.
  4. يوقف التجنيد والتسليح والتعبئة للوحدات والميليشيات وحرس الحدود والحرس الشعبي وما شابهها وإلغاء ما تم استحداثه.
  5. إعادة بناء وتنظيم ودمج القوات المسلحة، وتقليص حجمها، وضبط ميزانية وزارة الدفاع.
  6. اتخاذ الإجراءات الحازمة لإلقاء القبض على المتهمين الفارين في حوادث الاغتيالات ومحاولات الاغتيالات، وغيرها من الحوادث المخلة بالأمن والبدء الفوري في محاكمة المقبوض عليهم في الأعمال التخريبية.
  7. إبعاد العناصر غير اليمنية التي تتوفر بحقها دلائل كافية لمزاولتها أعمالاً تخالف سياسة اليمن وقوانينها أو تروج أو تحرض على هذه الأعمال.
  8. يعقد صلح عام بين القبائل، ويتم بموجبه إنهاء الثأر واعتبار كل من يمارس الأخذ بالثأر خارجاً على القانون.
- تدابير تتعلق باللامركزية:
  1. اللامركزية الإدارية والمالية أساس من أسس نظام الحكم.
  2. يقوم الحكم المحلي على قاعدة تقسيم إداري جديد للجمهورية اليمنية يتجاوز التكوينات والوحدات الإدارية القائمة ويعاد فيه دمج البلاد دمجاً كاملا تختفي فيه كافة مظاهر التشطير، تقسم الجمهورية من 4 إلى 7 وحدات إدارية تسمى مخاليف.
  3. تشكل كل من صنعاء العاصمة السياسية وعدن العاصمة الاقتصادية التجارية وحدات إدارية (أمانة عامة) مستقلة، على أن يراعى وضع عدن كمنطقة حرة.
  4. صلاحيات الحكم المحلي: يقوم الحكم المحلي على قاعدة الانتخابات المباشرة الحرة، مجلس الحكم المحلي يتمتع بصلاحيات إدارية ومالية كاملة، في إطار الوحدة، وانتقال مركز الثقل في عدد من قضايا إدارة شؤون الإدارة المركزية إلى أجهزة الحكم المحلي، الذي يعتبر مسؤولاً مسؤولية كاملة عن قضايا العمل والتعليم والصحة والبلديات والشؤون الاجتماعية والاقتصادية والنشاطات والفاعليات الثقافية الأخرى، وفقاً للسياسة العامة للدولة.
  5. للحكم المحلي موارد مالية سيادية (موارد الدولة) وموارد محلية الرسوم المحلية وضرائب كسب العمل والمهن الحرة والأنشطة التجارية والضرائب والرسوم على الشركات والزكاة والضرائب والرسوم على القات والضرائب العقارية إلخ...
  6. يكون الأمن من مهام الحكم المحلي مباشرة، في إطار الخطة الأمنية العامة للدولة، وفقاً للضوابط والأسس التي تضعها وزارة الداخلية، وتنسق خطة الأمن العام الذي تشرف عليه وزارة الداخلية النشاط الأمني في ما بين الوحدات الإدارية وتراقب النشاط الأمني في كل الوحدات الإدارية وفقاً للقانون.
- إصلاحات إدارية وسياسية:
  1. يتكون مجلس الرئاسة من خمسة أعضاء ينتخبون من قبل مجلس النواب ومجلس الشورى مجتمعين وينتخب مجلس الرئاسة رئيساً ونائباً للرئيس من بين أعضائه.
  2. لا تزيد فترة العضوية في مجلس الرئاسة عن دورتين انتخابيتين.
  3. لا يجوز للرئيس ونائبه وأعضاء المجلس ممارسة أي عمل حزبي أثناء شغلهم لعضوية المجلس (ولا ينطبق هذا الحكم على أعضاء مجلس الرئاسة الحالي للدورة الحالية).
  4. مجلس الشورى يتكون من عدد متساو من الأعضاء يمثلون وحدات الحكم المحلي ويتم انتخابهم من قبل مجالس المخاليف.
- تعديل الدستور:
  1. الالتزام بالدستور الحالي حتى يتم تعديله.
  2. لتنفيذ ما تضمنته وثيقة العهد والاتفاق وما يتطلب من تعديلات دستورية يتم العمل الجاد لإجراء التعديلات الدستورية خلال فترة ثلاثة أشهر ولا تتجاوز خمسة أشهر. وتشكل لهذا الغرض لجنة وطنية من العلماء وأطراف حوار القوى السياسية بعض المختصين في جامعتي عدن وصنعاء ومشاركة بعض الشخصيات الاجتماعية.
  3. تحدد «وثيقة العهد والاتفاق» الإجراءات العملية لتنفيذ بنودها. ونصت على تكليف «لجنة حوار القوى السياسية مهام المتابعة والإشراف على تنفيذ القرارات» وعلى إعطاء الحكومة كافة الصلاحيات وعدم التدخل في أعمالها وبما يمكنها من تنفيذ «المهام المناطة بها» ضمن «جداول زمنية» تحددها الحكومة لإنجاز هذه المهام.

## الأحداث

### تصعيد المواجهة العسكرية
- في 3 فبراير 1994، أعلن الحزب الاشتراكي اليمني، في عدن، أن قواته صادرت، عند خط الحدود السابق بين شطري اليمن، شحنة من 40 صاروخاً مضاداً للطائرات، مرسلة من الشمال لتعزيز مواقع قوات صالح الشمالية. وأن الصواريخ، وهي من نوع «سـتريلا» (SAM-7)، الروسي الصنع، باتت في أيدي القوات الجنوبية. وندد الحزب الاشتراكي باستمرار التعزيزات العسكرية للقوات التابعة لحزب المؤتمر الشعبي. كما نفى تقارير نشرتها صحيفة شمالية، عن نشر قوات جنوبية، في منطقة حساسة على الحدود السابقة بين الشطرين، خصوصاً في منطقة شبوة.

نفى حزب حزب المؤتمر أن تكون القوات الشمالية، نقلت صواريخ مضادة للطائرات، وأكد أن تصريحات الحزب الاشتراكي اليمني، ترمي إلى تغطية التحركات العسكرية التي قام بها، وتضليل الرأي العام، وصرف الانتباه عن رفضه توقيع وثيقة العهد والاتفاق، التي كان مقرراً إبرامها، يوم الأحد 6 فبراير 1994، في العاصمة الأردنية.
- وفي 4 فبراير 1994، كشف مصدر في حزب حزب المؤتمر أن قوات العمالقة الشمالية، المتمركزة في محافظة أبين، احتجزت شاحنتين محملتين بأكثر من 600 بندقية آلية، وكانت الشاحنتان قادمتين من المنطقة الجنوبية، في طريقها إلى المناطق الشمالية، لتوزع هذه الأسلحة على بعض القبائل في الشمال. واتهمت مصادر المؤتمر الشعبي، الحزب الاشتراكي اليمني، بأنه يقوم بعملية تسليح للقبائل، بغرض خطف الأجانب، بما يخلق مناخات عدم الاستقرار، وإعطاء الانطباع العام، بأن الأمن غير متوافر في المحافظات الجنوبية، وقالت تلك المصادر أن التحقيقات، التي أجريت مع بعض خاطفي الأجانب، أظهرت أنهم تلقوا تعليمات من مسؤول كبير في الحزب الاشتراكي، زوّدهم بالمال والسلاح، للقيام بعمليات الخطف.
- وفي 5 فبراير 1994، تحدثت مصادر عسكرية مسؤولة في عدن، عن عودة الحشود العسكرية في مناطق الأطراف (سابقاً)، من قبل القوات الشمالية، والجنوبية. وأضافت أن اللجنة العسكرية، المكلفة بإعادة القوات إلى معسكراتها، فشلت في مهمتها، وعادت إلى صنعاء. وأكدت المصادر نفسها، أن الوضع الحالي، الذي تعيشه البلاد، ينذر بالخطر، إذا لم تبذل جهود كبيرة من الجميع لاحتوائه، مع الإسراع في توقيع وثيقة العهد والاتفاق.
- وفي 6 فبراير 1994، أعلن مسؤول في وزارة الداخلية اليمنية، أن طائرة شحن أوغندية، كانت متجهة إلى عدن، احتجزت في مطار الحديدة، وهي تحمل كميات كبيرة من البطاريات، التي تستخدم في معدات عسكرية، وأجهزة اتصال، كانت ستدخل البلاد بطريقة غير مشروعة، من دون علم الجهات المختصة أو موافقتها، وقال إن السلطات تجري تحقيقاً، في ظروف هذه الشحنة وملابساتها.

ورد مسؤول في الحزب الاشتراكي، أن الطائرة دخلت اليمن بطريقة قانونية، ووصف اعتراض القوات الجوية اليمنية الشمالية لها، بأنه عمل من أعمال القرصنة، وأوضح أن الطائرة، استأجرتها شركة طيران اليمن الجنوبية «اليمدا»، وكانت تحمل شحنة من بطاريات السيارات المدنية، ودخلت البلاد بصورة قانونية.
- وفي 8 فبراير 1994، وجه حزب حزب المؤتمر اتهاماً للحزب الاشتراكي اليمني، بالتحضير لحرب أهلية في البلاد.

وتعليقاً على إعلان وزير الدفاع اليمني، هيثم قاسم «جنوبي»، بأن اعتراض الطائرة هو «عمل قرصنة»، ومطالبته بنقل الطائرة فوراً إلى عدن، ومحاكمة معترضوها، استغرب ناطق رسمي باسم المؤتمر الشعبي، أن يصدر مثل هذا التصريح، عن وزير الدفاع، الذي يفترض أن يكون معنياً بالحفاظ على السيادة الوطنية، خصوصاً أن الطائرة دخلت البلاد، من دون إذن السلطات المختصة. وأضاف، أن الطائرة كانت تنقل شحنة من المعدات، والأجهزة التجسسية، وأجهزة للتصنت. على المكالمات، بطريقة تضر بأمن البلاد، وتنتهك حقوق المواطن.
وأفادت الأجهزة الأمنية في الحديدة، أن الطائرة كانت تحمل 65748 بطارية كهربائية، معدة للاستخدام العسكري، و 15 جهاز إرسال، وثلاثة صناديق من قطع الغيار. وقدّر المصدر المسؤول في المؤتمر الشعبي، قيمة الحمولة التي ضبطت بـ 10.5 مليون جنية إسترليني (نحو 16 مليون دولار)، وأشار إلى أن الطائرة لا تزال متوقفة في الحديدة، بينما يستجوب طاقمها في «تفاصيل عملية النقل ومن يقف وراءها».
- وفي 9 فبراير 1994، أفادت مصادر في هيئة الطيران المدني والأرصاد، في صنعاء، أنه سَمح للطائرة الأوغندية، التي أرغمت الأحد الماضي، الموافق 6 فبراير 1994، على الهبوط في مطار الحديدة، بالإقلاع، بعدما صادرت القوات المسلحة الشمالية، حمولتها المخصصة للقوات المسلحة الجنوبية.
- وفي 15 فبراير 1994، أكدت مصادر عسكرية، في عدن، أن الاستخبارات العسكرية في المدينة، اكتشفت أخيراً، وجود مخطط لإسقاط الطائرة المدنية، التي ستقل نائب رئيس مجلس الرئاسة، علي سالم البيض، ووفد الحزب، من عدن إلى عمان، لتوقيع «وثيقة العهد والاتفاق». واتهمت بعض عناصر الأمن المركزي، التابعين للمحافظات الشمالية، الموجودين في معسكر ردفان، المطل على مطار عدن، بالإعداد لتنفيذ مهمة ضرب طائرة البيض، عند إقلاعها من المطار. وأشارت إلى أن العميد صالح منصر السييلي، محافظ عدن، وعضو المكتب السياسي الاشتراكي، أمر بطرد أفراد الأمن المركزي الشماليين من عدن، وعودتهم إلى الشمال، وإلقاء القبض على الذين كانوا سينفذون، مهمة ضرب طائرة البيض.
- وفي 16 فبراير 1994، أتهم حزب المؤتمر الحزب الاشتراكي اليمني، بقطع المياه والكهرباء، عن عناصر الأمن المركزي، الموجودة في عدن، كمقدمة لمواجهة دامية. وندد حزب حزب المؤتمر بأوامر الحزب الاشتراكي اليمني، بسحب قوات الأمن المركزي الشمالية، المتهمة بالأعداد لاغتيال نائب الرئيس اليمني في عدن، وجاء في بيان أصدره الجزب، أن محافظ عدن صالح منصر السييلي، استدعى قائد وحدات الأمن المركزي، وأبلغه أن قيادة الحزب الاشتراكي، قررت إجلاء هذه الوحدات سريعاً عن قواعدها في معسكر ردفان، قرب مطار العاصمة الجنوبية.

## التوقيع على الوثيقة
كان يوم 20 فبراير 1994، هو اليوم الموعود بالنسبة لليمنيين وللعرب. فبعد أكثر من ستة أشهر من الأزمة، بين الرئيس اليمني ونائبه، التقى في العاصمة الأردنية عمان، أكثر من ثلاثمائة شخصية يمنية سياسية، وحزبية، وقبلية، إضافة إلى حضور الرئيس الفلسطيني ياسر عرفات، وأمين عام جامعة الدول العربية، عصمت عبد المجيد، ووزير الدولة العماني للشؤون الخارجية، يوسف بن علوي، ورئيس اليمن الجنوبي السابق، علي ناصر محمد، والسفراء العرب، والأجانب، المعتمدون في عمان. ووسط هذا الجمع الغفير، وقع الزعيمان اليمنيان علي عبد الله صالح، ونائبه علي سالم البيض، «وثيقة العهد والاتفاق»، في قصر رغدان الملكي، محاولين بذلك إسدال الستار عن أسوأ أزمة عرفتها اليمن، بعد توحيد شطريها، عام 1990، والتي اعتبرها العاهل الأردني الملك حسين، بداية جيدة على طريق مصالحة كل القضايا عربياً.